# Grupo Quatroloscinco - Teatro do Comum
O Grupo Quatroloscinco - Teatro do Comum é um coletivo teatral brasileiro fundado em 2007 na cidade de Belo Horizonte, Minas Gerais. Seus integrantes são os artistas Assis Benevenuto, Ítalo Laureano, Marcos Coletta, Maria Mourão e Rejane Faria. O grupo pesquisa e produz teatro a partir de três eixos: dramaturgia autoral, criação coletiva e relação com o espectador. Desde sua fundação, criou 7 espetáculos de repertório: "É só uma formalidade" (2009), "Outro Lado" (2011), "Get Out!" (2013), "Humor" (2014), "Ignorância" (2015), "Fauna" (2016) e "Tragédia" (2019). Também criou a peça "Nada Aconteceu" (2010), em parceria com a Cia. Clara de Teatro. Circulou com espetáculos, palestras e oficinas por mais de 80 cidades de 21 estados do Brasil, e pelos países Cuba, Uruguai e Argentina. Os textos de suas peças estão publicados, em sua maioria, pela Editora Javali.

## História
O Grupo Quatroloscinco foi criado em 2007 por alunos do Curso de Teatro da Universidade Federal de Minas Gerais, a partir de estudos sobre a dramaturgia latino-americana, sob orientação da professora Sara Rojo (FALE/UFMG).
O coletivo estreou publicamente no final de 2007 com "Descaminho", uma performance itinerante realizada no Teatro Francisco Nunes e no Parque Municipal. Em 2008, venceu o 9º Festival Cenas Curtas do Galpão Cine Horto, centro cultural do Grupo Galpão, com a cena curta "É só uma formalidade" (2008), livremente inspirada no texto teatral "Sólo los giles mueren de amor", de Cesar Brie.
Em 2009, estreou o espetáculo longo intitulado "É só uma formalidade" que participou de 16 festivais de cunho nacional e internacional, com grande destaque de público e crítica. "É só uma formalidade" foi o grande destaque do Fringe/Festival de Curitiba, segundo os jornais Folha de S. Paulo e Gazeta do Povo. A peça recebeu 5 indicações ao Prêmio Sinparc, incluindo Melhor Espetáculo e Melhor Texto, e venceu na categoria Melhor Atriz Coadjuvante para Rejane Faria.
O segundo espetáculo do grupo, "Outro Lado" (2011), foi mencionado como um dos melhores espetáculos da Revista Bravo!, pelo crítico teatral Valmir Santos. Concorreu a 4 Prêmios Sinparc, incluindo Melhor Texto e Melhor Espetáculo. A peça esteve em 9 festivais nacionais e abriu a primeira edição do Trema – Festival de Teatro de Grupo do Recife, idealizado pelo Grupo Magiluth.
Em 2013, o grupo realiza a publicação de seus dois primeiros textos pelo Selo Questão de Crítica/Editora Multifoco e, desde então, vem publicando todas as suas dramaturgias como forma de fomentar a produção de textos teatrais brasileiros contemporâneos, em parceria com a Editora Javali. Neste ano, o grupo também estreou seu terceiro trabalho, "Get Out!" selecionado para o Festival Internacional de Teatro Unipersonal do Uruguai. "Get Out!" concorreu aos Prêmios Sinparc de Melhor Texto e Melhor Ator, para Assis Benevenuto.
Em 2014, 2015 e 2016, o grupo estreou um espetáculo por ano: "Humor" (2014), "Ignorância" (2015) e "Fauna" (2016), aprofundando a pesquisa em criação coletiva e dramaturgia autoral. "Humor" venceu dois prêmios Sinparc (Melhor Cenário e Melhor Iluminação). "Ignorância" foi indicado a 6 prêmios Sinparc, vencendo na categoria Melhor Atriz, para Rejane Faria. Em 2018, "Fauna" representou Minas Gerais no projeto Palco Giratório do Sesc, e circulou por 32 cidades e 16 estados do país.
Em 2016, o Quatroloscinco dirigiu a formatura do Curso de Teatro do Cefart/Palácio das Artes, com a montagem "Litoral", texto do dramaturgo Wajdi Mouawad, tradução de Assis Benevenuto.
Em 2019, o grupo convidou um diretor externo pela primeira vez, Ricardo Alves Júnior, premiado cineasta e diretor teatral brasileiro. Com Ricardo, o Quatroloscinco estreou "Tragédia", espetáculo que mistura as linguagens do teatro e do cinema e estabelece diálogo contemporâneo com a tragédia grega, em especial com Antígona, de Sófocles. "Tragédia" esteve na Mostra Oficial do Festival de Curitiba e foi indicada ao Prêmio Sinparc 2020 em 6 categorias, incluindo Melhor Espetáculo. Por sua atuação como Antígona, Rejane Faria recebeu o Prêmio Sinparc de Melhor Atriz.
Em mais de 15 anos de trabalho, o Quatroloscinco se consolidou como um dos principais nomes do teatro contemporâneo brasileiro. Realizou temporadas em diversos teatros de Belo Horizonte, na Caixa Cultural e Teatro Oi Futuro, no Rio de Janeiro, Sesc Belenzinho, Sesc Pompeia e Sesc Vila Mariana e Funarte SP, em São Paulo.
Foi contemplado duas vezes com o Prêmio Funarte Myriam Muniz para realizar circulações nacionais de espetáculos e oficinas. Circulou por mais de 50 festivais, dentre eles: Porto Alegre em Cena, Floripa Teatro, FIT-BH, FIT Dourados, Feverestival, Fentepp, Festivale, Mambembão, FIAC - Bahia, Festival Nacional de Juiz de Fora, Virada Cultural de BH, Festival Nacional Cidade de Vitória, MIRADA - Festival Ibero-Americano de Artes Cênicas, Verão Arte Contemporânea, FILO - Londrina, Fentepira, Mostra de Artes Cênicas de Araxá, Festival de Inverno da UFMG, Festival de Inverno de Itabira, Mostra de Teatro de Grupo de João Pessoa, Trema - Festival de Teatro de Grupo de Recife, Festival Nacional de Teatro de Americana, Bienal Internacional de Teatro da USP, Festival de Curitiba (Fringe e Mostra Oficial), Nevadas Internacionales de Teatro de Bariloche/ARG, Festival do Monólogo Latinoamericano de Cienfuegos (Cuba), AÚRA - Festival de Artes Escénicas de La Plata (ARG), Festival Bahía Teatro (ARG), entre outros.